# Abu Sadat Mohammad Sayem
Abu Sadat Mohammad Sayem (bengalisch আবু সাদাত মোহাম্মদ সায়েম; * 29. März 1916 im Distrikt Rangpur; † 8. Juli 1997 in Dhaka) war ein bangladeschischer Jurist und Staatsmann. Er war der erste Oberste Richter von Bangladesch von 1972 bis 1975. Er wurde nach einem Militärputsch im November 1975 Präsident von Bangladesch und führte eine Regierung von Politikern und Technokraten unter Aufsicht der Streitkräfte bis 1977.

## Leben
Sayem wurde in Britisch-Indien geboren und absolvierte das University Law College der Universität Kalkutta. Sayem begann 1944 als Anwalt am Kalkutta High Court zu arbeiten. Nach der Teilung Indiens im Jahr 1947 zog er nach Dhaka, Ostpakistan. Er trat dem neu gegründeten Dhaka High Court bei. Im Jahr 1971 wurde Bangladesch nach dem Bangladesch-Krieg ein unabhängiges Land. Am 12. Januar 1972 wurde Sayem zum Obersten Richter des Bangladesh High Court ernannt. Am 17. Dezember 1972 wurde er zum Obersten Richter von Bangladesch ernannt, nachdem der Oberste Gerichtshof von Bangladesch geschaffen worden war.
Nach dem Staatsstreich vom 3. November 1975 in Bangladesch durch Brigadegeneral Khaled Mosharraf übernahm Sayem am 6. November 1975 das Amt des Präsidenten und Obersten Kriegsrechtsverwalters. Am 29. November 1976 legte er das Amt des Obersten Kriegsrechtsverwalters nieder und wurde durch Generalmajor Ziaur Rahman, Chef des Armeestabs, ersetzt. Am 21. April 1977 trat er aus gesundheitlichen Gründen vom Amt des Präsidenten von Bangladesch zurück. Generalmajor Ziaur Rahman folgte ihm als Präsident von Bangladesch. Sayem starb 1997 in Dhaka.